# Махауаль
Махауаль (исп. Mahahual, Majahual) — посёлок в Мексике, штат Кинтана-Роо, входит в состав муниципалитета Отон-Бланко. Численность населения, по данным переписи 2020 года, составила 2636 человек.

## Общие сведения
Название Mahahual с майянского языка можно перевести как — место махагуа или махауа, растущих в этом месте деревьев.
До конца XX века Махауаль был небольшой рыбацкой деревней. 21 августа 2007 года ураган Дин практически её уничтожил. После этого началось её восстановление и перестройка в курортную зону.
Посёлок находится на побережье Карибского моря. В нём находится порт, куда прибывают круизные лайнеры.

## Население
| Год  | Численность | Численность |
| ---- | ----------- | ----------- |
| 2000 | 149         | [ 8 ]       |
| 2005 | 282         | [ 9 ]       |
| 2010 | 920         | [ 10 ]      |
| 2020 | 2636        | [ 11 ]      |

## Фотографии
- Пляж Махауаля
- Махуаль с высоты птичьего полёта
- Круизный лайнер у причала Махауаля